# Teraz albo nigdy (film)
Teraz albo nigdy (ang. Second Act) – amerykańska komedia romantyczna z 2018 roku w reżyserii Petera Segala, wyprodukowany przez wytwórnię STX Films. Główną rolę w filmie zagrała amerykańska piosenkarka Jennifer Lopez.
Premiera filmu odbyła się 21 grudnia 2018 w Stanach Zjednoczonych. Tydzień później, 28 grudnia, obraz trafił do kin na terenie Polski.

## Fabuła
43-letnia Maya Vargas (Jennifer Lopez) mieszka na przedmieściach Nowego Jorku i jest błyskotliwą, kreatywną oraz pracowitą kobietą. Wszyscy koledzy za nią przepadają. Maya nie ma jednak wyższego wykształcenia, dlatego wciąż zajmuje stanowiska poniżej swoich możliwości. Kiedy w supermarkecie, w którym jest zatrudniona, awans znów dostaje jeden z jej słabiej wykwalifikowanych pracowników z dyplomem. Kobieta jest załamana. Zdmuchując świeczki na urodzinowym torcie życzy sobie, żeby jej zawodowe ambicje nareszcie się spełniły.
Niedługo potem Maya dostaje zaproszenie na rozmowę kwalifikacyjną w dużej firmie finansowej. W czasie spotkania ze zdumieniem dowiaduje się, że w jej CV znajduje się informacja, że ukończyła renomowaną szkołę biznesu, a na facebookowym koncie jest pełno jej zdjęć ze znanymi, wpływowymi ludźmi.
Tymczasem okazuje się, że to syn chrzestny Mai mocno naciągnął jej życiorys. Kobieta nie prostuje fałszywych informacji i dostaje odpowiedzialną pracę, zawrotną pensję, biuro z widokiem na Manhattan i eleganckie służbowe mieszkanie. Jednak prawda w końcu wychodzi na jaw, a przeszłość przypomni Mai o sobie w najmniej odpowiednim momencie.

## Obsada
- Jennifer Lopez jako Maya Vargas
- Vanessa Hudgens jako Zoe
- Leah Remini jako Joan
- Annaleigh Ashford jako Hildy
- Dan Bucatinsky jako Arthur
- Freddie Stroma jako Ron
- Milo Ventimiglia jako Trey
- Treat Williams jako Anderson Clarke
- Larry Miller jako Weiskopf
- Charlyne Yi jako Ariana
- Dave Foley jako Felix Herman
- Alan Aisenberg jako Chase

## Odbiór

### Zysk
Z dniem 30 grudnia 2018 roku film Teraz albo nigdy zarobił 21,92 miliony dolarów w Stanach Zjednoczonych i Kanadzie oraz 6,6 miliona dolarów w pozostałych państwach; łącznie 28,5 miliona dolarów w stosunku do budżetu produkcyjnego 16 milionów dolarów.

### Krytyka
Film Teraz albo nigdy spotkał się z mieszaną reakcją krytyków. W serwisie Rotten Tomatoes 42% z pięćdziesięciu siedmiu recenzji filmu jest pozytywne (średnia ocen wyniosła 4,9 na 10). Na portalu Metacritic średnia ocen z 21 recenzji wyniosła 49 punktów na 100.